# Annette Messager
Annette Messager, född 30 november 1943 i Berck, Frankrike, är en fransk konstnär.

## Biografi
Annette Messager utbildade sig 1962–1966 vid École des Arts Décoratifs i Paris. Hon är känd främst för sina installationsarbeten som ofta innehåller fotografier, grafik och teckningar och olika material. Hon har ställt ut och publicerat sina arbeten i många olika sammanhang.
År 2005 vann hon utmärkelsen Guldlejonet vid Venedigbiennalen för sina konstverk i den franska paviljongen. År 2016 vann hon Praemium Imperiale. Hon bor och arbetar nu (2016) i Malakoff i Frankrike.
År 2006 publicerades boken Word for Word: Texts, Writings and Interviews (1971–2005). Den beskriver Messagers konstverk, och innehåller ett stort antal tillhörande texter som publicerats i tidningar eller kataloger, samt opublicerade anteckningar om hennes arbeten och hennes personliga reflektioner om konsten och livet. Alla hennes intervjuer från 1974 till 2005 ingår också.

## Konstnärskap

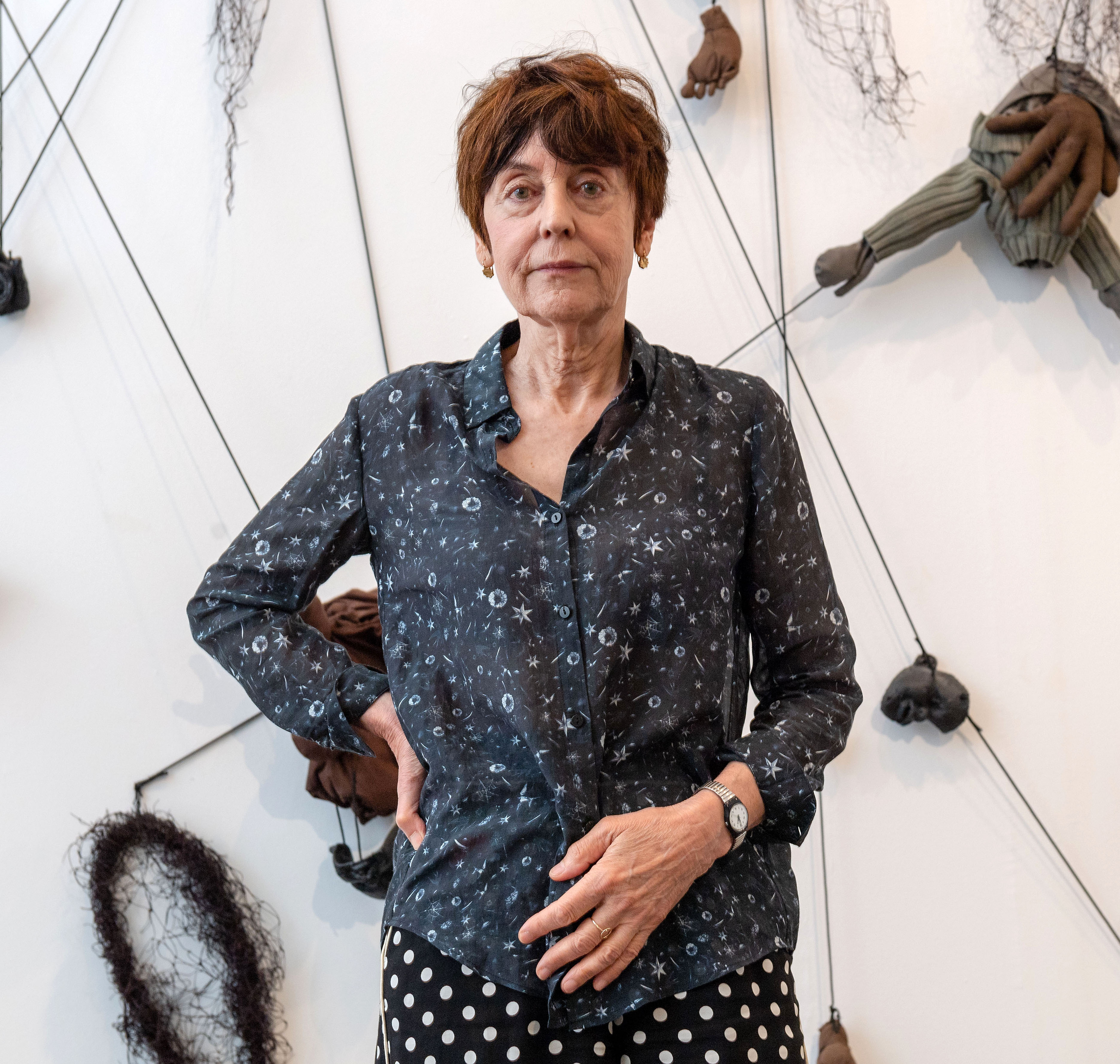
Annette Messager, Institut Valencià d'Art Modern, 2018.

År 2005 fanns hennes arbete med i den franska paviljongen på Venedigbiennalen, där hon vann Guldlejonet för sin Pinocchioinspirerade installation som förvandlade den franska paviljongen till ett kasino. Ett av hennes mest kända framträdanden är hennes utställning Messenger på Centre Pompidou i Paris 2007, som visar upp en installation av rum som innehåller en serie fotografier och leksaksliknande, handstickade djur i kostymer. Hos några av djuren har till exempel djurens huvuden ersattes av huvuden hos andra uppstoppade djur för att återspegla hur människor döljer sig eller förändrar sin identitet med hjälp av sin klädsel.
Messager är representerad vid bland annat Museum of Modern Art.

### Separatutställningar i urval
- Galerie, Paris, November 2012 - Januari 2013.
- Galerie, Paris, 2011.
- Musee d'art moderne de la ville de Paris, 1974.
- Galerie Isy Brachot, Brüssel, 1977.
- Galerie Gillespie-Laage, Paris, 1979, 1980.
- St. Louis Art Museum, 1980.
- St. Francisco Museum of Modern Art, 1981.
- Musee de Beaux-Arts, Calais, 1983.
- Musee d'art moderne de la ville de Paris, 1984.
- Gallerie d'Art contemporaine, Nice, 1986.
- Musee de Grenoble, 1989.
- Musee Departmentale, Chateau de Rochechouart, 1990.
- Douglas Hyde Gallery, Dublin, 1992.
- Arnolfini, Bristol, 1992.
- FRAC Picardie, 1993.
- Penetration, Museum of Modern Art, New York, 1995.
- Los Angeles County Museum of Art, 1995.
- The Messengers, Centre Georges Pompidou, Paris, 2007.
- Mori Art Museum, Tokyo 2008.
- The Messenger, Hayward Gallery, London 2009.
- Museo de Arte Contemporaneo (MARCO), Monterrey 2010.
- Zachęta National Gallery, Warszawa 2010.
- Antiguo Colegio de San Ildefonso, Mexico City 2011.

### Grupputställningar i urval
- Couples. Museum of Modern Art, New York, 1978.
- Photography as Art. Institute of Contemporary Arts, London, 1979.
- Today's Art and Erotism. Kunstverein, Bonn, 1982.
- Images in Transition. National Museum of Modern Art, Kyoto. 1990.
- Parallel Visions. Los Angeles County Museum of Art, Los Angeles, 1992.
- A visage decouvert. Fondation Cartier pour l'Art Contemporain, Paris, 1992.
- Arrested Childhood. Center of Contemporary Art, North Miami, 1994.
- New Works for a New Space. ArtPace, San Antonio, Texas, 1995.
- elles@centrepompidou. Centre Georges Pompidou, Paris 2010.

## Priser
- 2005 Guldlejonet på Venedigfestivalen i konst
- 2018 Premio Julio González

### Böcker i urval
- Mes dessins secrets, Brüssel, mfc-michèle didier, 2011. Utgåva av 24 numrerade och signerade exemplar och6 artist’s proofs. Voir mfc-michèle didier
- Ma collection de champignons bons et de champignons mortels, Brüssel, mfc-michèle didier, 2011. Utgåva av 24 numrerade och signerade exemplar och 6 artist’s proofs.
- Mon guide du tricot, Brüssel, mfc-michèle didier, 2011. Utgåva av 24 numrerade och signerade exemplar och 6 artist’s proofs.